# Hohwacht
Hohwacht là một đô thị thuộc huyện Plön, trong bang Schleswig-Holstein, nước Đức. Đô thị Hohwacht có diện tích 8,77 km², dân số thời điểm 31 tháng 12 năm 2006 là 904 người.